# Odo II. od Champlittea
Odo II. od Champlittea (Eudes de Champlitte) (umro u svibnju 1204.) bio je francuski plemić.
Bio je sin plemića Oda I. i unuk Izabele, žene grofa Huga od Šampanje.
Hugo nije smatrao Oda svojim biološkim sinom te je tvrdio da ne može imati spolne odnose sa ženom, pa je službeno Odo I. bio izvanbračno dijete.
Odo I. je oženio neku Sibilu dobio Oda II. i njegova brata Vilima od Champlittea.
Odo II. je oženio Emelinu od Broyesa, kćer Huga III. od Broyesa. Odo i Emelina su bili roditelji kćeri Odette, žene Huga I. od Genta.